# Acrocera turneri
Acrocera turneri är en tvåvingeart som beskrevs av Evert I. Schlinger 1960. Acrocera turneri ingår i släktet Acrocera och familjen kulflugor. Inga underarter finns listade i Catalogue of Life.